# 4 heures trottinettes

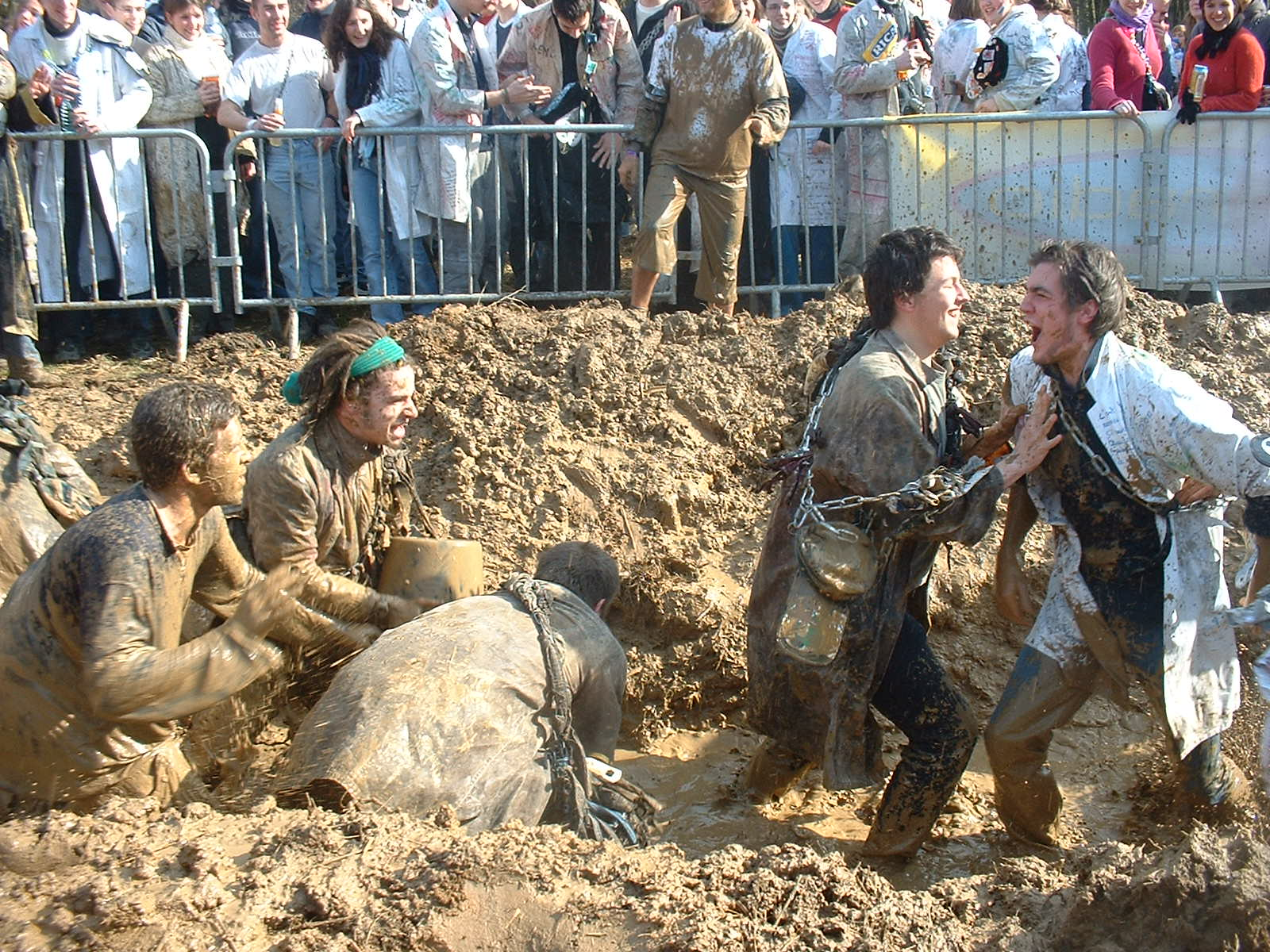
Passage de concurrents dans la fosse à boue, face aux étudiants gembloutois

Les 4 heures trottinettes sont un événement estudiantin se déroulant aux plaines du Sart Tilman, le mercredi de la Saint-Torê. L'événement était organisé jusque dans les années 1990 sur le site du Val-Benoît.
Elles constituent le point d'orgue des festivités de la Saint-Torê, et rassemblent chaque année, depuis 1977, plus de dix mille spectateurs et une centaine de participants.
Cette course relais, par équipes de quatre personnes se partageant une même trottinette (ou tout autre objet y ressemblant de près ou de loin), comporte principalement deux passages critiques, adorés par certains concurrents et redoutés par d'autres. Le premier passage délicat est le passage dans la boue. En effet, le circuit comporte une mare de boue de quelques mètres de long et de 120 à 150 cm de profondeur. Le deuxième passage délicat est le passage aux pompes à bière où le concurrent devra faire un ou plusieurs à-fonds. Le nombre de tours réalisés par chaque équipe sera comptabilisé et désignera le vainqueur.
Les 4 heures Trottinettes sont organisées par le Comité de Baptême Ingénieur Civil, et permettent notamment aux diverses sections de la faculté de financer leur voyage de fin d'études et aux autres associations étudiantes liées à la faculté de sciences appliquées de l'Université de Liège de se faire connaître, en proposant de nombreuses boissons (bières, pekets fruités, etc.) à vendre sur le site de la compétition.